# (373) Melusina
(373) Melusina ist ein Asteroid des äußeren Hauptgürtels, der am 15. September 1893 vom französischen Astronomen Auguste Charlois am Observatoire de Nice bei einer Helligkeit von 12 mag entdeckt wurde.
Der Asteroid ist vermutlich benannt nach Melusine, der legendären Stammmutter der Adelsfamilie Lusignan aus dem 10. Jahrhundert, einer Heldin der französischen Romantik. Sie heiratete einen Ritter unter der Bedingung, dass er sie nie am Samstag sehen dürfe. Doch seine Neugier führte zu der Entdeckung, dass sie eine Wasserfee mit Schlangenleib war. Daraufhin nahm sie die Gestalt eines Drachens an und flog davon, um als Omen vor dem Tod ihrer Nachkommen wiederzuerscheinen. Die Stadt Lusignan soll nach ihr benannt sein. Julius Bauschinger, der Direktor des Astronomischen Rechen-Instituts in Berlin, veröffentlichte 1901 die Namen von 34 von Charlois entdeckten Asteroiden zwischen den Nummern (356) und (451). Im Text heißt es lediglich: „Nach Zustimmung des Herrn Charlois haben folgende von ihm entdeckten… Planeten nachstehende Namen erhalten.“ Es liegt daher nahe, dass die Namen vom Astronomischen Rechen-Institut ausgewählt wurden.

## Wissenschaftliche Auswertung
Aus Ergebnissen der IRAS Minor Planet Survey (IMPS) wurden 1992 erstmals Angaben zu Durchmesser und Albedo für zahlreiche Asteroiden abgeleitet, darunter auch (373) Melusina, für die damals Werte von 95,8 km bzw. 0,04 erhalten wurden. Eine Auswertung von Beobachtungen durch das Projekt NEOWISE im nahen Infrarot führte 2011 zu vorläufigen Werten für den Durchmesser und die Albedo im sichtbaren Bereich von 91,6 km bzw. 0,05. Nachdem die Werte nach neuen Messungen mit NEOWISE 2012 auf 98,7 km bzw. 0,04 geändert worden waren, wurden sie 2014 auf 93,0 km bzw. 0,05 korrigiert. Nach der Reaktivierung von NEOWISE im Jahr 2013 und Registrierung neuer Daten wurden die Werte 2015 zunächst mit 90,4 km bzw. 0,04 angegeben und dann 2016 korrigiert zu 86,8 oder 94,2 km bzw. 0,04, diese Angaben beinhalten aber alle hohe Unsicherheiten.
Eine spektroskopische Untersuchung von 820 Asteroiden zwischen November 1996 und September 2001 am La-Silla-Observatorium in Chile ergab für (373) Melusina eine taxonomische Klassifizierung als X- bzw. Ch-Typ.
Photometrische Messungen des Asteroiden fanden erstmals statt vom 29. September bis 15. Oktober 2003 während vier Nächten mit dem ferngesteuerten Rigel-Teleskop der University of Iowa am Winer Observatory in Arizona. Aus der aufgezeichneten Lichtkurve wurde auf eine Rotationsperiode von 12,97 h geschlossen.
Aus einer Kombination von photometrischen Daten der Lowell Observatory Database mit thermischen Infrarot-Messungen von NEOWISE konnte in einer Untersuchung von 2018 mit der Methode der konvexen Inversion erstmals ein dreidimensionales Gestaltmodell des Asteroiden für zwei alternative Rotationsachsen mit retrograder Rotation und einer Periode von 12,98632 h bestimmt werden. Im Jahr 2021 wurde aus archivierten Daten und photometrischen Messungen von Gaia DR2 erneut eine Rotationsachse mit retrograder Rotation berechnet. Die Rotationsperiode wurde dabei zu 12,98625 h bestimmt.
Zwischen 2012 und 2018 wurden mit der All-Sky Automated Survey for Supernovae (ASAS-SN) auch photometrische Daten von 20.000 Asteroiden aufgezeichnet. Auf mehr als 5000 davon konnte erfolgreich die Methode der konvexen Inversion angewendet werden, darunter auch (373) Melusina, für die in einer Untersuchung von 2021 ein verbessertes dreidimensionales Gestaltmodell für eine Rotationsachse mit retrograder Rotation und einer Periode von 12,9864 h berechnet wurde. Aus archivierten Daten des Asteroid Terrestrial-impact Last Alert System (ATLAS) aus dem Zeitraum 2015 bis 2018 wurde in einer Untersuchung von 2022 mit der Methode der konvexen Inversion auch eine Rotationsperiode von 12,9864 h berechnet.
In einer Untersuchung von 2025 konnte durch thermophysikalische Modellierung erneut ein Gestaltmodell von (373) Melusina für zwei alternative Rotationsachsen mit retrograder Rotation und eine Periode von 12,98628 h berechnet werden. Die Auswertung einer Sternbedeckung durch den Asteroiden vom 20. März 2021 führte zur Bevorzugung einer der beiden Rotationsachsen, es konnte dabei ein effektiver Durchmesser des Asteroiden von 103 ± 3 km und eine Albedo von 0,04 bestimmt werden.